# Mauser C96
Le Mauser C96 est un pistolet semi-automatique allemand développé à partir de la fin du XIXe siècle dont la production se poursuivra de 1896 jusqu’en 1938. Il est surnommé Broomhandle (le manche à balais) par les collectionneurs américains à cause du profil particulier de sa crosse (ressemblant au manche de différents outils ou ustensiles des années 1900, dont des « balayettes de table »).

## Historique

### Conception
Contrairement à ce que son nom semble indiquer, le Mauser C96 ne doit pas sa conception au génie créatif de Paul Mauser. Ce sont les frères Feederle, travaillant pour Paul Mauser, qui travailleront les premiers sur ce pistolet semi automatique original. Fidel Feederle était à l’époque (1894) l’un des plus proches collaborateurs du « patron ». Échaudé par ses échecs passés dans le domaine des armes de poing malgré la conception des modèles C77 et C78 (ce dernier est connu sous le nom de Mauser « zig-zag ») au profit du Reichsrevolver M. 79, M. Mauser n’a pas découvert les travaux déjà avancés sur cette arme avec joie. Sa colère à cette occasion est restée légendaire. Il consentira finalement à participer à la finalisation du projet dont le prototype sera présenté le 15 mars 1895.
Parrainé par une personnalité jouissant d’une certaine envergure, l'empereur Guillaume II d'Allemagne en personne, le futur du pistolet Mauser semble radieux. Particulièrement satisfait de sa séance de tir à Potsdam, l'empereur fait d’un Mauser C96 son arme personnelle, car étant victime d'une paralysie totale du muscle de l'épaule gauche et du bras, il pourra malgré tout utiliser l'arme lorsqu'elle est accrochée à son étonnant étui crosse qui permet de la manier avec un seul bras. Cette crosse était fabriquée en bois donc plutôt fragile, ce qui explique que peu de modèles d'origine en disposent encore.

### Des débuts difficiles

#### Des ventes civiles limitées
Malgré cela en 1896, les ventes ont beaucoup de mal à décoller. Pour faire croire à un succès commercial, des tranches de numérotation entière sont sautées. Les premières ventes significatives répondent à des besoins bien précis. Avant de partir en campagne au Soudan, le jeune lieutenant Winston Churchill fait l’acquisition d’un C96 à Londres. Ayant des difficultés à utiliser son bras blessé, et donc de son sabre, il s’en servira au Soudan contre les derviches pendant la bataille d’Omdurman en 1898 (voir crise de Fachoda). Il faut dire que les officiers, en cette époque troublée, portent le plus souvent leur arme personnelle. Ainsi, lors de la seconde guerre des Boers (1899-1902) en Afrique du Sud, de nombreux exemplaires seront vendus. C’est à cette occasion que nous retrouvons Churchill, devenu entre-temps correspondant de guerre et son désormais fidèle Mauser. Malgré ces quelques ventes et ces succès d'estime, le marché civil boude cette arme.

#### L’échec des marchés militaires
Les affaires ne vont pas mieux sur le marché des armes d’ordonnances. Un des rares contrats significatifs est signé avec la Marine italienne en 1899 et porte sur une quantité de 5 000 pièces (ce modèle est connu par les collectionneurs sous le nom de Mauser Marina ou pistola automatica modello 1899).
D’autres commandes seront faites au profit de l'Empire ottoman (1898) ou de la Perse (1910) mais n’excèdent pas les 1 000 pièces chacune. Dans l'Empire russe, de nombreux officiers tsaristes s'en procurent comme arme personnelle.
En fait, les échecs se succèdent. Les tests d’évaluation organisés par la commission d’évaluation de l’armée suisse en 1900 consacrent le Luger P06 Parabellum (calibre 7,65 mm Parabellum).
En 1908, c’est l’armée prussienne qui choisit à son tour le Luger Parabellum (nouvellement chambré en 9 mm Parabellum) qui prend alors le nom de P.08 (relatif à l’année d’adoption du modèle par l’armée). Les tests organisés aux États-Unis ne seront pas plus concluants. Si les qualités de l’arme sont reconnues, le choix se porte néanmoins sur un modèle du cru, un Colt.

#### Les faiblesses du C96
Le Mauser C96 pâtit principalement de son poids, de son manque d’équilibre et d’un manque relatif de fiabilité au cours des essais organisés alors. Autre grief majeur, le coût de revient. L’arme est entièrement faite à la main. La moindre erreur se solde par la mise au rebut du bloc.
Il est aussi sans doute victime de son aspect brutal contrastant avec les lignes harmonieuses du Luger Parabellum. Ce sera précisément cet aspect que cherchent les aventuriers et les coloniaux de l’époque.

### Succès commercial

#### La révolution enRussie
Parmi les révolutionnaires russes, nombreux sont les utilisateurs du C96. Ainsi, un certain Iosif Vissarionovitch Djougachvili, alors connu sous le nom de Koba, est un fervent utilisateur du C96. De braquages de banques en coups de main divers, il a pour but de réunir les fonds nécessaires à l’achat d’armes supplémentaires pour la révolution. Il évalue l’argent ainsi récolté en armes, tant d’un modèle, tant d’un autre. Koba est sûrement plus connu sous un autre nom, Staline, personnage incontournable, pour de multiples raisons, du XXe siècle.
Le Mauser C96 restera ainsi longtemps très populaire en Russie, puis en Union soviétique. Il en sera de même pour sa munition purement et simplement copiée et connue sous le nom de 7,62 Tokarev.
Les Bolcheviks resteront fidèles à une de leurs armes de prédilection après la révolution. De grandes quantités de Bolo, modèle au canon court doté d’une poignée réduite de forme anguleuse, prendront la direction de la future URSS. L’origine de la dénomination « Bolo » demeure assez mystérieuse. L’explication la plus populaire en fait un diminutif de « Bolchevik », mais des « Bolo » ont été fabriqués vers 1900, alors que le parti Bolchevik n’existait pas encore.

#### La grande guerre

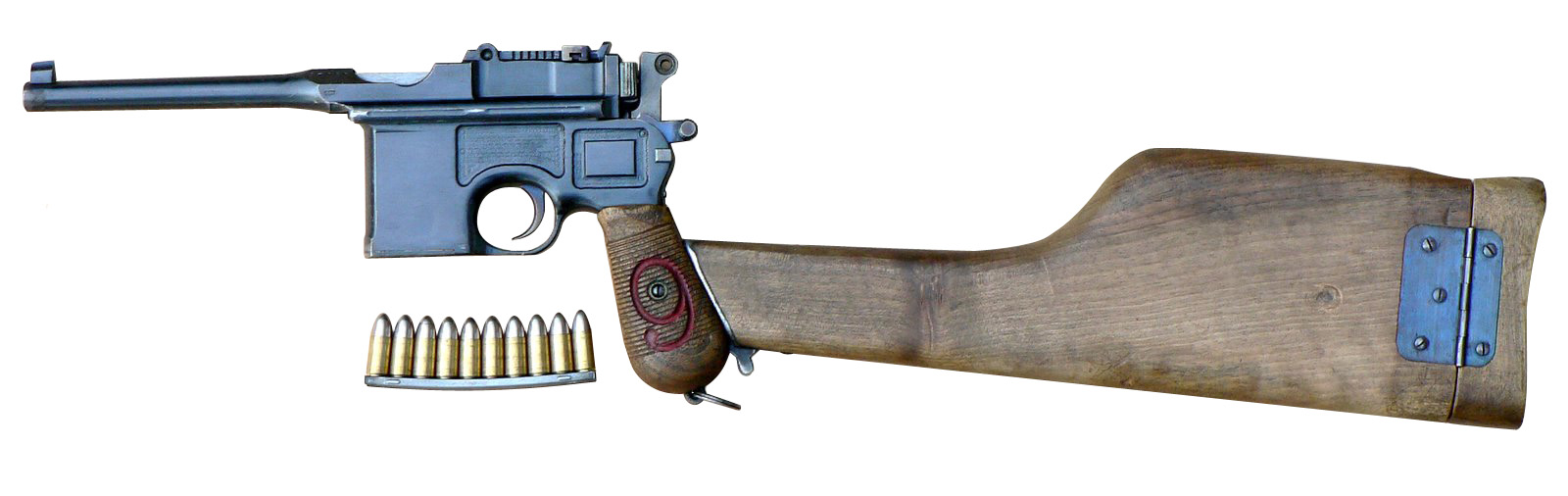
Mauser 1916 non approvisionné en position de tir (la lame-chargeur n'est pas en place).

Avant la Première Guerre mondiale l'armée prussienne est équipée du Luger P08, mais en 1916 elle commande 150 000 pièces du Mauser C96, cependant chambrés en 9 mm Parabellum  afin de rationaliser la fourniture de munitions. C’est le modèle connu par les collectionneurs sous le nom de Mauser C96 modèle 1916.

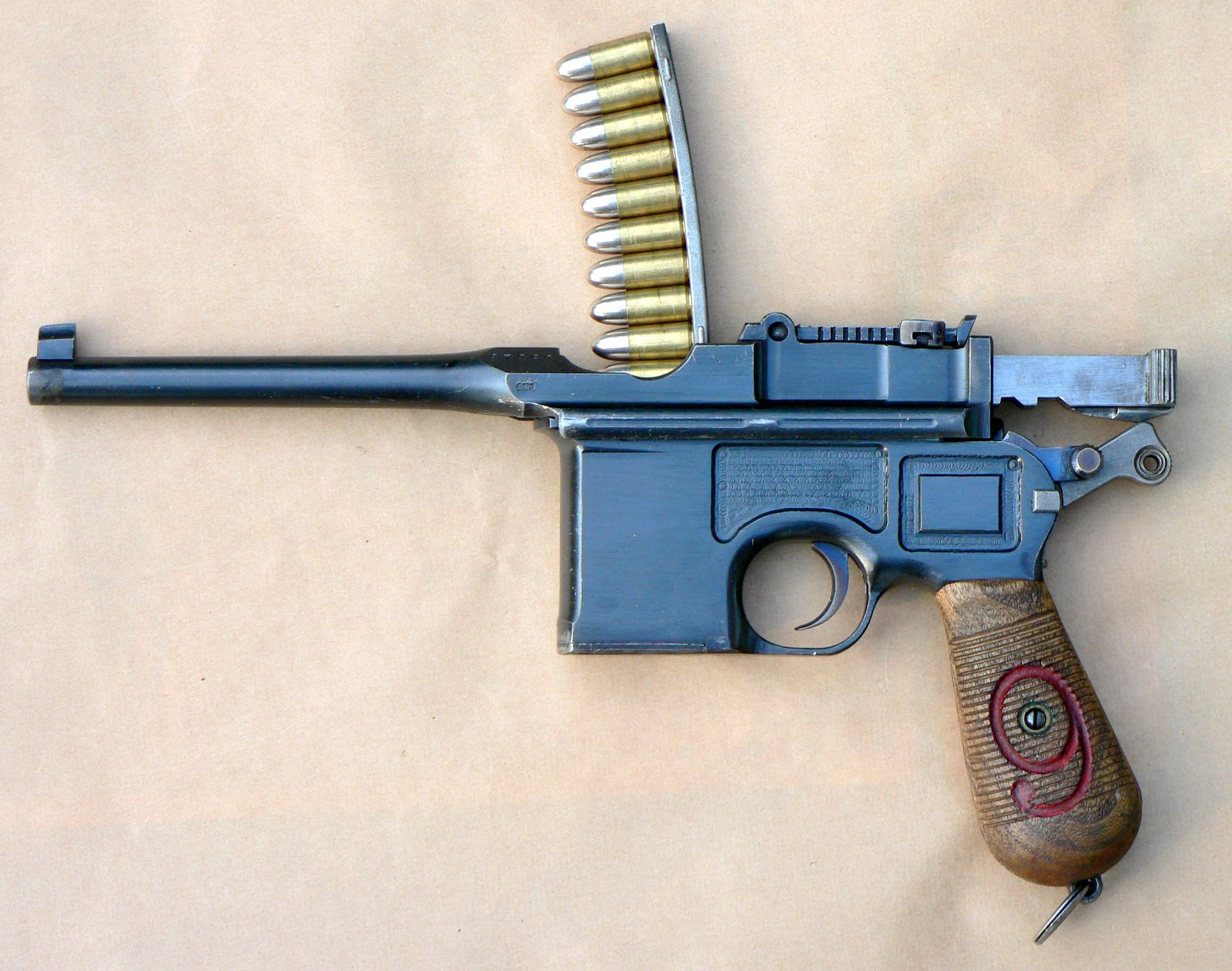
Mauser 1916 et sa lame-chargeur de 10 cartouches de 9 mm parabellum.

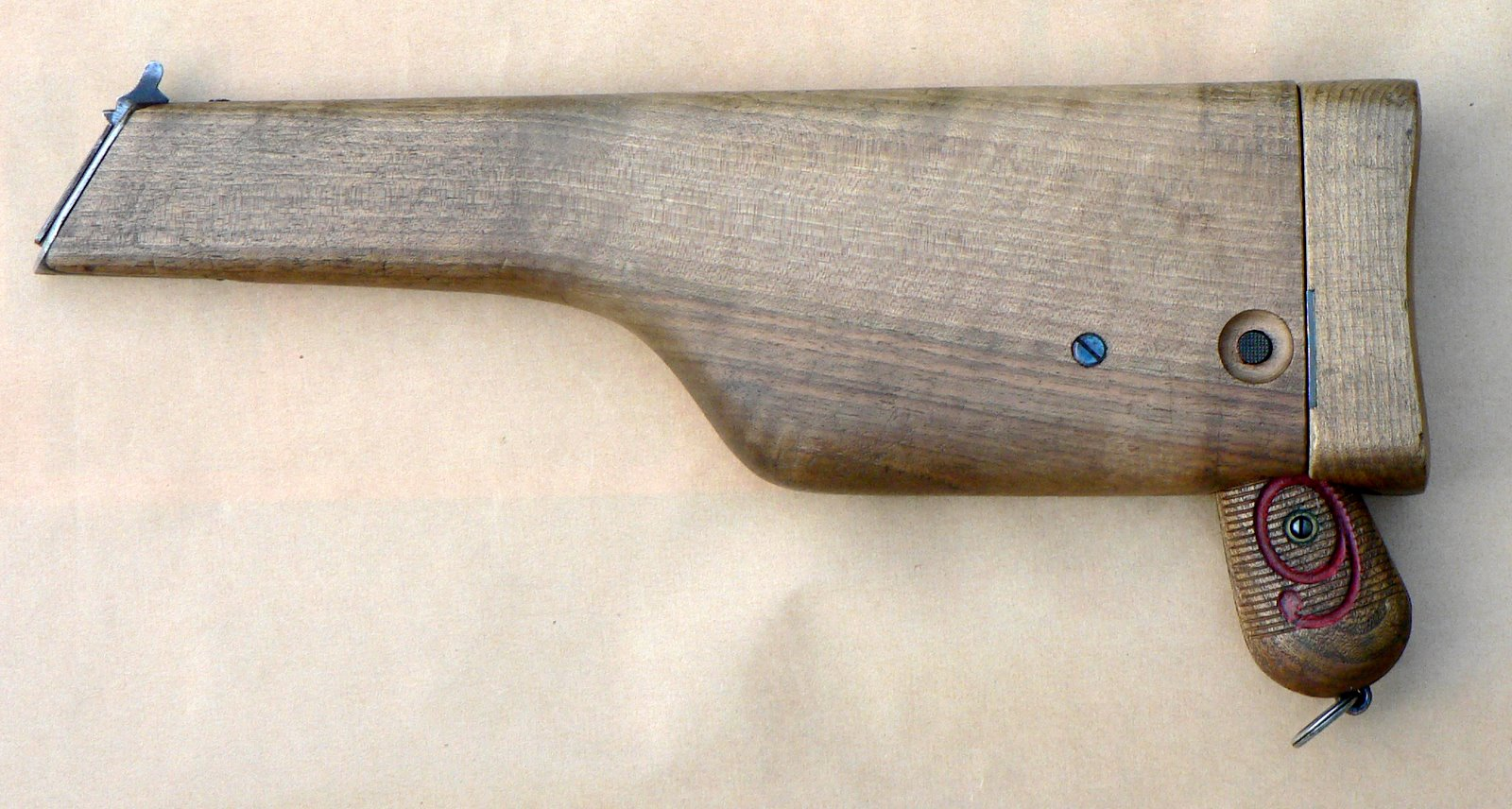
Mauser 1916 dans son étui-crosse.

Afin d’éviter l’emploi d’une munition inadaptée, ces armes arborent un grand « neuf » à la fois gravé et peint en rouge sur les plaquettes de crosse. Cette précaution s’impose car la cartouche de 9 mm Parabellum chambre sans aucune difficulté dans un modèle standard chambré, lui, en 7,63 Mauser. Le canon n’accepte pas aussi facilement un projectile dont le diamètre est plus important que le sien. Ce qui aurait occasionné une explosion dans toute autre arme se solde ici par une surpression énorme qui ne détruit pas l’arme (ce fait, bien que peu vraisemblable, a été maintes fois vérifié).
Sur la commande initiale de 150 000 pièces, environ 137 000 seront finalement livrées avant la fin des hostilités. Ces armes produites durant la guerre n’ont plus les états de surface parfaitement polis des modèles d’avant guerre. Les traces d’outils sont nombreuses mais n’entravent aucunement le bon fonctionnement de l’arme.
C’est à cette époque (1915) qu’est adoptée la nouvelle sécurité en raison du manque de fiabilité du système précédent. Les lettres « NS » (neue Sicherung) apparaissent, entrelacées, sur le chien de l’arme. De nombreux pistolets sont ainsi rappelés à l’usine afin que la modification soit effectuée.
Si le Mauser C96 est utilisé par l’armée prussienne de manière semi-officielle avec le modèle 1916, les officiers peuvent se procurer depuis longtemps des modèles chambrés dans le calibre traditionnel, le 7,63 × 25 mm Mauser. Fort populaire parmi les officiers britanniques, il n’est pas rare de voir cette arme, quel que soit le modèle, être utilisée des deux côtés de la ligne de front.

#### Les années 1920
À la fin des hostilités, le traité de Versailles impose le raccourcissement des canons des armes de poing allemandes. La longueur de canon traditionnelle du C96 est ramenée de 140 à 100 mm. Sous la république de Weimar, nombreux sont les modèles 1916 qui vont équiper les forces militaires de la Reichswehr dont les effectifs sont limités à 100 000 hommes. Ce modèle au canon raccourci est appelé modèle 1920 par les collectionneurs. L’année (1920) est frappée sur la partie gauche de la chambre de l’arme.
D’autres armes, transformées de la même manière, équipent les forces de police.
Pour Mauser, les temps sont difficiles. Le traité de Versailles est assorti de clauses très contraignantes sur les exportations de matériel de guerre qui sont simplement interdites. Cette situation est d’autant plus dommageable pour Mauser qu’un nouveau marché est particulièrement actif, le marché chinois.

#### Les années 1930
L’assouplissement des clauses du traité de Versailles permet à Mauser d’envisager la reprise des exportations. La Chine est un marché prioritaire mais la concurrence des copies espagnoles est rude. Ceci est d’autant plus vrai que les Espagnols mettent sur le marché des armes fonctionnant en mode automatique. Le Mauser C96 doit être profondément modifié. Deux modèles voient donc le jour : le modèle M-30 et le Schnellfeuer.
L'usine Mauser, en 1930, est confrontée à l'arrivée massive de copies de C96 en provenance du Pays basque Espagnol, qui vend sur le marché d'Amérique du Sud et la Chine.
Elle cherche alors des marchés à l'international. Entre 1930 et 1937, 150 000 C96 M-30 vont alors être fabriqués pour le marché chinois où la révolution est en marche.
La principale innovation concerne la sécurité. Un nouveau mécanisme de sécurité, nommé « sécurité universelle », rend la manipulation de l’arme chargée plus sûre. Une fois mise en sécurité, il est possible de ramener le chien à l’abattu sans risquer de voir l’arme faire feu en cas de mauvaise manipulation.
Le design du marteau du chien est également simplifié, avec une conception plus simple, et l'adoption d'une crosse à 12 cannelures.
La bannière Mauser apparait sur le côté gauche de la carcasse pour la première fois.
C'est une légende qui a longtemps couru sur le prétendu vissage des canons de Mauser C96 M30, pour raison d'économie, alors qu'ils sont toujours usinés en une seule pièce comme leurs prédécesseurs.
La raison de cette erreur est qu'il existe visuellement un pas sur le canon du C96 M30,en le regardant de profil, qui ressemble à une pièce vissée alors que ce n'est qu'une modification de la silhouette du canon, et qu'il s'agit en fait d'un renfort du canon au niveau de la chambre.
Le canon retrouve 140 mm de longueur, taille standard, après avoir été raccourci sur le précédent modèle Bolo (100 mm), et le numéro de série de l'arme n'apparait plus qu'à l'arrière de l'arme, au niveau de la hausse ; il comprend alors 6 numéros. Des éléments de numérotation subsistent toutefois, sur des pièces cachées, et se voient au démontage de l'arme.
Ces nouveaux modèles sont extérieurement parfaitement finis. Ceci est bien nécessaire pour une arme désormais vieillissante confrontée à une nouvelle génération d’armes plus modernes.
La majorité des C96 M-30 conservent le magasin fixe de 10 coups, de très rares M-30 ont été, sur la fin, équipés de chargeurs mobiles.
Ce chargeur mobile est vraiment créé avec l'arrivée du Mauser M712 (le mythique Schnellfeuer), premier pistolet automatique véritablement fonctionnel, avec une cadence de tir de 1 000 coups par minute.
L’élargissement de la carcasse permet alors enfin l’utilisation de chargeur mobile de 10 ou 20 coups.
Deux versions se succèdent : la très rare version dotée du sélecteur Nickl (1930) et le second modèle équipé du sélecteur de tir Westinger (1932).
Le 9 octobre 1934, c'est cette arme qui permit l'assassinat d'Alexandre Ier de Yougoslavie par le terroriste croate Velitchko Dimitrov Kerin, membre de l'Organisation révolutionnaire intérieure macédonienne.
Environ 100 000 exemplaires du Schnellfeuer seront produits et, dans la plupart des cas, exportés vers la Chine.
Sur le million de Mauser C96 produits (tous modèles confondus), la moitié sera finalement exportée vers la Chine.
Les troubles apparus en Chine en 1937 mettent un terme définitif aux ventes des pistolets Mauser. La perte définitive, cette fois, du plus important marché de la Waffenfabrik signe la fin des ventes du Mauser C96, irrémédiablement vaincu par les armes contemporaines. Un dernier lot de Schnellfeuer, stock d’invendus, sera utilisé par l’armée allemande durant la Seconde Guerre mondiale.

### Après guerre
John Patler, ancien membre du Parti nazi américain, utilisa cette arme pour assassiner George Lincoln Rockwell dans le Comté d'Arlington en Virginie, le 25 août 1967.

## La technique
Le Mauser C96 est avant tout une merveille d’usinage. À partir d’un bloc d’acier à haute résistance, choisi parmi les meilleurs de l’époque, la carcasse de l’arme est usinée d’une seule pièce. Ce qui peut paraître relativement aisé à notre époque, où les machines-outils à commande numérique atteignent des sommets de précision, était d’une difficulté toute autre à la fin du XIXe siècle.
L’ensemble glissière et canon est fabriqué d’une pièce lui aussi. La conception du mécanisme est tout aussi étonnante. Point d’axe dans cet ensemble parfaitement ajusté à la main, si ce n’est une vis qui sert à la fixation des plaquettes de crosse…
Pour finir, il est nécessaire de préciser que l’arme se démonte sans outils.

### L’alimentation
Le Mauser C96 standard est conçu avec un magasin fixe de 10 cartouches (quel que soit le calibre). Des modèles seront également développés avec des capacités de 6 coups afin de rendre l’arme plus maniable. Ce choix, conforme au mode d’alimentation des fusils de la marque, alourdit inutilement l’arme et la déséquilibre. Que ce soit en 6 ou 20 coups, ce sont généralement des armes issues des premières productions (avant 1910).
Le chargement se fait par des clips dont la capacité est égale à celle du magasin qui sont positionnés au-dessus du magasin une fois la culasse ramenée en arrière. Après avoir poussé les cartouches dans le magasin et retiré le clip, la culasse se referme automatiquement, chambrant au passage la première cartouche.
Dès le début, l’absence de chargeur amovible comme sur le Borchardt, le Luger Parabellum ou le Browning M1900, est l’un des principaux reproches fait au C96. Ce n’est que vers les années 1930 que l’alimentation par boîtiers chargeurs (10 ou 20 coups) sera adoptée sur certaines versions du modèle 1930 (mais pas systématiquement) puis sur la majorité des Schnellfeuer (Mauser M712 Schnellfeuer).

### L'étui-crosse
Cet ingénieux système permet de transformer ce pistolet semi-automatique en petite carabine. Ce choix n’est pas forcément judicieux pour une arme de poing, sauf si celle-ci dispose d’une cartouche réellement adaptée au tir à longue distance (pour une arme de poing), le 7,63 × 25 mm Mauser. Cette munition est l’un des principaux atouts de cette arme.
Rappelons que la hausse est généralement graduée jusqu’à 1 000 mètres (500 mètres pour les modèles chambrés en 9 mm Parabellum). Il s’agit là d’une estimation particulièrement optimiste, des capacités réelles de la munition de 7,63 mm, qui permettait un tir de précision jusqu'à seulement 200 mètres ; à 1 000 mètres, l'écart moyen entre la visée et la cible atteignait 4 mètres, même en utilisant l'étui crosse. La performance était tout de même respectable, les armes de poing contemporaines dépassant rarement les 25 mètres de portée utile.
Par ailleurs, l’étui est accompagné d’un brêlage complet incluant le nécessaire de nettoyage de l’arme. Faits en bois, les étuis sont assez fragiles, aujourd'hui on trouve d'ailleurs cet étui avec une fissure du bois caractéristique, sur le clapet de fermeture, pièce particulièrement fragile. C’est un des reproches faits par les commissions militaires d’évaluation à l’issue des tests auxquels le C96 a participé, sans succès.

### Les variantes
Pour Mauser, la classification des modèles est très simple, il y en a trois : le C96, le modèle 1930 (modèle 711 comme le nomment les collectionneurs américains) et le Schnellfeuer (modèle 712, toujours selon les collectionneurs d’outre atlantique).
Pour l’amateur ou le collectionneur, mettre à jour une liste exhaustive des variantes du Mauser C96 est une tâche quasiment impossible. L’absence de suivi et de logique dans la numérotation, les tranches sautées, les numérotations spécifiques rendent cette étude ardue. De plus, des stocks de pièces de productions antérieures ont parfois été utilisés pour assembler des armes plus récentes.
Pour finir, les archives de la société Mauser ont été détruites ou pillées.
Aujourd’hui, l’historique de cette arme est le fruit des recherches de nombreux collectionneurs de toutes origines. Parmi les pièces les plus recherchées figurent celles ayant fait l’objet de contrats (Italie, Perse, Siam) et les prototypes réalisés tout au long de la carrière du Mauser C96.
Enfin, l’absence d’archive remet en cause l’existence même de certains contrats. Les collectionneurs américains ont identifié un modèle « French gendarme » sans qu’aucun élément ne vienne valider la réalité de cette variante.
L’identification des armes de ce type se fait par différents éléments : queue de détente, extracteur, hausse, chien, plaquettes de crosse, marquage, numéro de série, fraisage extérieur de la carcasse, calibre, longueur du canon, type de sécurité.
Les principales variantes rencontrées, classées dans l’ordre chronologique sont :
- Le Cone hammer (qui doit son nom à la forme caractéristique de son chien)
- Le modèle 1908 (modèle qui n’a pas dépassé le stade de la présérie. Apparition du 9 mm mauser, calibre destiné aux marchés sud américains)
- Le modèle 1912 (modification du nombre de rayures dans le canon, adoption du chien à petit œil)
- Le modèle 1916 (en calibre 9 mm Parabellum)
- Le modèle 1920 (armes dont les canons sont raccourcis sous la République de Weimar)
- Le modèle 1930 (nouvelle sécurité dite « universelle »)
- Le Schnellfeuer, arme possédant un levier (sélecteur de tir) qui permet de tirer en continu, c'est-à-dire en automatique, particulièrement impressionnante, l'ensemble des cartouches s'enchaînant à un rythme élevé, digne des armes modernes (Mauser M712 Schnellfeuer)
- Les Bolo (avant et après la Première Guerre mondiale)

Notez qu'il existe une variante carabine, comme le P08, très, très rare qui possède une crosse d'épaule non amovible. Ces exemplaires sont très recherchés en France, car leur classement règlementaire les classe en 8e catégorie (détention et transport libres).

### Les calibres
- 7,63 × 25 mm Mauser (ou .30 Mauser)
- 9 × 19 mm Parabellum
- 9 × 25 mm Mauser (ou 9 mm Mauser Export), rare
- 8,15 mm, quelques prototypes
- 7,65 × 21 mm Parabellum extrêmement rare

## Les copies du Mauser C96
À la suite des restrictions sur le commerce des armes à la république de Weimar, des industriels du Pays basque espagnol comme les arsenaux chinois produisirent de nombreuses copies durant l'entre-deux-guerres.

### Les copies espagnoles du Mauser C96

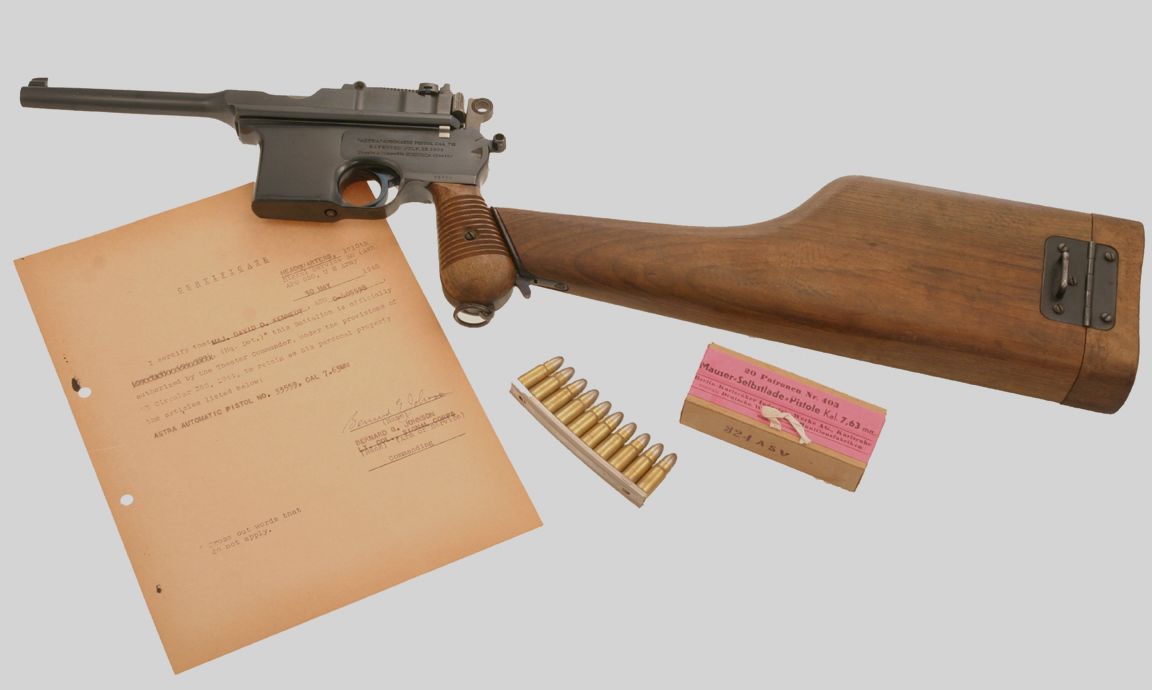
Un Astra M900 espagnol muni de sa crosse-étui : une formule très populaire en Chine avant 1949.

Les conséquences du traité de Versailles font que Mauser n’a plus légalement le droit d’exporter d’armes vers le marché chinois. Les fabricants espagnols vont pouvoir y vendre leurs propres copies de Mauser C96 dès 1927.
Si l’aspect extérieur de ces copies correspond assez fidèlement les formes de l’original, les mécanismes sont radicalement différents. À ce titre, les copies espagnoles doivent plutôt être considérées comme des évolutions du modèle original plutôt que de simples copies.
La qualité d’exécution de ces armes varie en fonction des fabricants. Ainsi, si les modèles réalisés par Beistegui Hermanos  (MM 31 et Super Azul) sont de grande qualité, ils seront surpassés par un autre fabricant, « Unceta y Compañia ». Plus connue sous son nom commercial, Astra, cette entreprise a mis sur le marché les dernières évolutions du C96. Initiée par l’Astra 900 et poursuivie par les modèles Astra 901/902/903/904/E/F tirant en rafale.
Les fournitures d’armes espagnoles au marché chinois déclineront rapidement au début des années 1930 en raison des troubles politiques en Espagne, prélude à la guerre civile.
Pour finir, il est nécessaire de signaler que les copies espagnoles sont généralement chambrées en 7,63 × 25 mm Mauser ou en 9 × 23 mm Largo, calibre réglementaire en Espagne.
Du fait de son important besoin en armes de toutes sortes, l’armée allemande passera commande auprès d’Astra de plusieurs milliers de pièces durant la Seconde Guerre mondiale. Environ 3 000 unités, tous modèles confondus, exclusivement chambrées en 7,63 Mauser seront réceptionnées par l’armée allemande.

### Les copies chinoises du Mauser C96

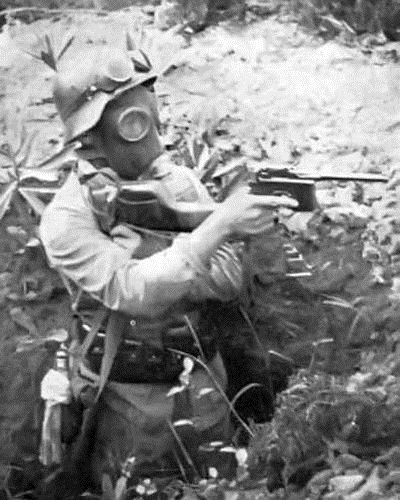
Soldat chinois portant un masque et épaulant un Pistolet Shanxi Type 17 frabriqué par l’arsenal de Taiyuan.

Échappant aux restrictions internationales concernant les exportations d’armes longues en Chine, le Mauser C96 y devient très populaire. Les liens commerciaux et politiques qui unissent l’Allemagne et la Chine, conjugués à la réputation des fusils Mauser, en sont les principales raisons. L’utilisation de l’étui crosse qui permet de le transformer en une très maniable petite carabine en fait une arme appréciée par les chefs de guerre de tout poil qui pullulent à travers ce vaste pays. De fait, les copies font leur apparition assez rapidement. De qualités très variables s’échelonnant de très bonne à franchement mauvaise, les sites de productions sont nombreux. Son nom local est 毛瑟手槍 Máosè shǒuqiāng (« arme de poing (ou pistolet) Mauser »). Ainsi l'arsenal de Hanyang produisit près de 13 000 de ces copies  du C96 entre 1923 et 1930.
Si les armes produites sont majoritairement chambrées pour tirer le 7,63 Mauser de l’arme originale (et parfois en 9 mm Parabellum), le modèle le plus intéressant l’a été en .45 ACP. Cette arme est produite par l’arsenal de Taiyuan (capitale de la province de Shanxi) vers 1928, d'où son nom de Pistolet Shanxi Type 17. Dotée d’une carcasse élargie pour pouvoir accepter cette munition dont l’étui est particulièrement large, cette copie fonctionne très convenablement. Ceci est confirmé par certains collectionneurs américains contemporains qui ont pu tester cette arme pour le moins exotique.

## Le C96 et lesmédias
En dehors de sa figuration obligatoire dans les images de propagande et les films de la révolution chinoise tournés en Chine, une arme dont l’esthétique est aussi originale ne saurait rester ignorée par le 7e art ou la BD. Les apparitions du C96 (ou ses copies et variantes) sont très nombreuses ; un site américain, « C96 Broomhandle Mauser in the media »(Archive.org • Wikiwix • Archive.is • Google • Que faire ?), tente d’en faire l’inventaire exhaustif.

### Film/série
(novembre 2017).
Si vous disposez d'ouvrages ou d'articles de référence ou si vous connaissez des sites web de qualité traitant du thème abordé ici, merci de compléter l'article en donnant les références utiles à sa vérifiabilité et en les liant à la section « Notes et références ».
- Dans le film Lawrence d'Arabie, El Aurens est blessé par la balle d'un C-96 tirée par un Turc.
- Le C96 figure dans Les Tribulations d'un Chinois en Chine de Philippe de Broca (1965), dans les mains de Paul Préboist. C'est une version à chargeur et à canon court.
- Jean-Pierre Mocky a utilisé l’un des nombreux surnoms du Mauser C96 pour intituler un de ses films, La Machine à découdre (1986).
- Certains membres du gang Street Thunder l'utilisent équipé d'un silencieux dans le film Assaut (Assault on Precinct 13) de John Carpenter

On le retrouve également dans les mains de personnages de divers films :
- Pascal, interprété par Venantino Venantini lors de son expédition avec Lino Ventura chez « Tomate », dans le film Les Tontons flingueurs de Georges Lautner (1963).
- Le jeune Winston Churchill (Simon Ward), l'utilisateur le plus illustre, dans Les Griffes du lion.
- Le « Rital » (Lino Ventura) dans Le Rapace.
- Petrovic (Tchéky Karyo) dans La Balance.
- Arjen Rudd (Joss Ackland) dans L'Arme fatale 2.
- Antoine Béranger (Gérard Lanvin) dans Tir groupé.
- Han Solo, sous une forme maquillée dans le space opera, Star Wars, notamment le pistolet blaster DL-44, qui n'est autre qu'un Mauser C96 auquel a été rajouté un cache flamme et une lunette de précision.
- « Silence », personnage joué par Jean-Louis Trintignant armé d'un C96 avec étui-crosse, dans le western Le Grand Silence de Sergio Corbucci (1968).
- Joe Kidd emploie aussi un C96 qu'il « emprunte » à un tueur.
- Un « Aigle de la Route » possède un C96 avec son étui-crosse, dans le premier Mad Max (George Miller, 1979).
- Max, dans la première scène, lorsqu'il arrive à BarterTown, menace un homme avec un C96, dans Mad Max : Au-delà du dôme du tonnerre (George Miller, 1985).
- Dans le film d'animation japonais Jin-Roh, la brigade des loups, où le C96 est l'arme de poing des policiers de l'unité spéciale Panzer. On le voit à plusieurs reprises, dont un avec le boîtier crosse monté.
- On le trouve aussi dans les manga Lupin III ou Nicky Larson et l'animé Lupin III: The First.
- Deux apparitions dans des James Bond (Bons baisers de Russie et L'Espion qui m'aimait).
- Un archéologue, interprété par l'acteur Luke Perry, tirant à plusieurs reprises sur un extraterrestre, l'utilise dans Le Cinquième Élément (Luc Besson, 1997).
- Dans le film indien Hey Ram où un Mauser avec son étui-crosse monté est l'arme de prédilection d'un des héros.
- Dans Capitaine Conan de Bertrand Tavernier, le C96 fait une brève apparition aux mains d'un lieutenant qui l'échange contre son revolver 1892.
- Dans le second opus Sherlock Holmes : Jeu d'ombres, bien que le scénario situe en 1891, le Professeur Moriarty a acquis une usine d'armement qui fabrique des C96 en calibre 7,63 et 10 coups ; Sherlock Holmes l'utilise également dans le film.
- Dans le film Wanted : Choisis ton destin de Timur Bekmambetov sorti en 2008, le personnage incarné par Morgan Freeman brandit un M712 mais ne s'en est jamais servi pour tirer.
- Dans le film Kong : Skull Island (2017), dès l'intro un C96 est utilisé par un pilote japonais abattu.
- Dans la série télévisée Les Aventures du jeune Indiana Jones, saison 1, épisode 1 : La malédiction du chacal - 1re partie : Égypte 1908 (1992).
- Dans la série télévisée Penny Dreadful, l'acteur Timothy Dalton, qui interprète Sir Malcolm Murray, acquiert un prototype du C96, l'action de la série se déroulant en 1891.
- Dans la série télévisée italienne Les Spécialistes : Investigation scientifique, un assassin utilise un C96.
- Dans la série télévisée  Allan Quatermain et la Pierre des ancêtres (Steve Boyum, 2004), dont l'action se situe à la fin du XIXe siècle, l'ennemi du héros, un officier tsariste interprété par l'acteur Nick Boraine (en), se voit doté d'un Mauser C96 (avec étui-crosse et brelage en cuir), qu'il utilise dans plusieurs scènes de combat.
- Dans la série télévisée Peaky Blinders (série télévisée), lors du premier épisode de la saison 4, Thomas Shelby utilise brièvement un Mauser C96 qu'il équipe avec la crosse (étant elle-même le holster)
- Dans le 3e épisode de Carnival Row, Rycroft Philostrate manie un C96.
- Dans L'Attaque des Titans, le C96 est l'arme secondaire standard de l'armée mahr. L'armée de l'île du Paradis l'adopta à son tour quand elle se modernisa.
- DansYōjo Senki, on peut voir Tanya von Degurechaff utiliser un C96 durant le film.

### Bande dessinée
- Il apparaît dans la bande dessinée Lefranc Mission Antarctique (L'action se passe pendant la fin de la seconde guerre mondiale)
- Dans la bande dessinée Durango, inspirée notamment du Grand Silence, dont le personnage principal fait rapidement du C96 son arme de prédilection.
- Dans certaines aventures de Corto Maltese par Hugo Pratt, comme Les Éthiopiques (1978).
- Dans Harry Dickson (bande dessinée), l'acolyte du héros est souvent équipé d'un C96, visible notamment sur la quatrième de couverture.
- Dans l'album de Dimitri Les Mange-merde (Dargaud, 1985), son héros Alexis Bocostard ne se sépare jamais de son Mauser 96. « 7.63 Mauser ! C'est du sérieux. Il vaut mieux négocier. » déclare son comparse, Antoine Brambison (p. 6).
- Le pistolet Mauser apparait dans la BD de Jacques Tardi "Adieu Brindavoine", il est l'arme d'un millionnaire cloué dans un fauteuil roulant complètement fou.
- Dans le comics The Rocketeer (1982) de Dave Stevens, ce dernier est armé d'un mauser C96 ou d'un M712 en fonction des dessinateurs offert par Peeve son mécano. Dans l'adaptation en film de 1991 (Les Aventures de Rocketeer), il le prend sur le corps d'un soldat allemand lors du combat final.

### Littérature
- Dans les pages de La Condition humaine de Malraux.
- Dans les pages de Les Conquérants de Malraux.
- Dans les pages de Rouletabille chez le Tsar de Leroux
- Dans Le Don paisible de Mikhaïl Cholokhov, où l'arme est utilisée par un soldat bolchévik pendant la guerre civile russe.
- Dans Jusqu’au dernier de Deon Meyer (Point, édition du Seuil, 2003), c'est l'arme d'une série de meurtres. L'intrigue se passe en Afrique du Sud, l'arme a cent ans, elle date de la guerre des Boers.
- Dans L’Œil du Tsar rouge de Sam Eastland, où l'arme est utilisée par un garde bolchévik pendant la révolution de 1917.
- Dans "Les ombres de Katyn" (Philip Kerr), (A Man Without Breath) où l'arme est utilisée par un russe œuvrant pour le maréchal Günther von Kluge.
- Le Mauser C96 apparait à plusieurs reprises dans Le Music-hall des espions de Bruno Birolli où il est utilisé par les deux camps la police chinoise et les agents communistes dans le Shanghai des années 1930.

### Manga
- Dans le tome 3 du manga The Arms Peddler, est utilisé par Greg, l'ainée des trois chasseurs de primes, les frères cerberus
- Dans le manga Full Metal Alchemist (tome 1), il est utilisé par un des preneurs d'otage.
- Dans le tome 8 du manga Zipang, il est utilisé par le personnage de Takumi Kusaka.
- Dans le manga Dogs de Shirow Miwa, il est un des deux pistolets du personnage de Heine.

### Jeu vidéo
- Dans la série Jagged Alliance.
- Dans la série Tom Clancy's Rainbow Six.
- Tom Clancy's Ghost Recon (2001) Tom Clancy's Ghost Recon: Desert Siege (2002) Tom Clancy's Ghost Recon: Island Thunder (2002) Tom Clancy's Ghost Recon: Jungle Storm (2004) Tom Clancy's Ghost Recon 2 (2004) Tom Clancy's Ghost Recon 2: Summit Strike (2005) Tom Clancy's Ghost Recon Advanced Warfighter (2006) Tom Clancy's Ghost Recon Advanced Warfighter 2 (2007) Tom Clancy's Ghost Recon Predator (2010) Tom Clancy's Ghost Recon (2010) Tom Clancy's Ghost Recon: Shadow Wars (2011) Tom Clancy's Ghost Recon: Future Soldier (2012) Tom Clancy's Ghost Recon Phantoms (2014) Tom Clancy's Ghost Recon Wildlands (2017) [3] Tom Clancy's Splinter Cell (2002) Tom Clancy's Splinter Cell: Pandora Tomorrow (2004) Tom Clancy's Splinter Cell: Chaos Theory (2005) Tom Clancy's Splinter Cell: Essentials (2006) Tom Clancy's Splinter Cell: Double Agent (2006) Tom Clancy's Splinter Cell: Conviction (2010) Tom Clancy's Splinter Cell: Blacklist (2013)

- SWAT 3: Close Quarters Battle 1999 Sierra Northwest Sierra Entertainment SWAT: Global Strike Team 2003 Argonaut Games Argonaut Games Sierra Entertainment SWAT 4 2005 Irrational Games Vivendi Universal Games Sierra Entertainment SWAT 4: The Stetchkov Syndicate 2006 Irrational Games Vivendi Universal Games Sierra Entertainment SWAT Force 2006 Kaolink Vivendi Games Mobile SWAT: Target Liberty 2007 3G Studios Sierra Entertainment SWAT Elite Troops 2008 Rovio Mobile Vivendi Games Mobile
- Dans le jeu vidéo Metal Gear Solid 3: Snake Eater, où une copie chinoises est l'arme de EVA.
- Dans le jeu vidéo Resident Evil 4 et son remake, où un C96 (sous le nom de Red 9) est disponible et est l'arme de prédilection d'un des personnages.
- Dans le jeu vidéo Fallout, premier du nom, le C96 est présent sous le nom de " Mauser 9 mm " trouvable notamment sur Gizmo, un des premiers ennemis du jeu
- Dans le jeu vidéo Fallout 2, où le C96 est présent sous le nom de « Mauser M96 ».
- Dans le jeu vidéo Silent Storm, présent sous le nom de « Mauser K96 », où plusieurs variantes du pistolet sont disponibles (dont le M712 et une version 9mm avec un silencieux).
- Dans le jeu vidéo Day of Defeat: Source, où il est l'arme de poing d'une des 6 classes allemandes, l'arme principale de cette classe étant le Panzershreck.
- Dans le jeu vidéo Fallout 3, où il est appelé « Pistolet chinois ».
- Dans le jeu vidéo Red Dead Redemption, le C96 est présent sous le nom de « Pistolet Mauser ». On peut acheter le C96 sous le nom de Mauser 1896 après l'avoir débloqué. Le successeur de ce jeu, Red Dead Redemption 2, intègre lui aussi le C96, il est disponible à la fin du chapitre 5.
- On peut l'acheter dans l'armurerie de Henry, dans le jeu Mafia II.
- Dans le jeu vidéo Red Orchestra 2: Heroes of Stalingrad, où l'arme porte le nom de Mauser C96.
- Dans le jeu vidéo BioShock Infinite, l'arme de poing la plus courante ressemble énormément au Mauser C96.
- Dans le jeu vidéo TimeSplitters, le Mauser C96 est également présent[4].
- Dans le jeu vidéo Far Cry 4 le Mauser est disponible dès le début du jeu .
- Dans le jeu vidéo Payday 2 l'arme est disponible en contenu téléchargeable dans le Gage Historical Pack sous le nom de Pistolet Broomstick (En référence au sobriquet Broomhandle).
- Dans le jeu vidéo Heroes and Generals disponible dans la faction allemande.
- Dans le jeu Battlefield 1, l'arme est disponible en arme de poing, elle y est intitulé C96.
- Dans le jeu Hunt: Showdown, l'arme est accessible sous le nom de Dolch 96.
- Dans le jeu vidéo Call of Duty : Black Ops II sur la carte zombie "Origins" dont l'action se déroule pendant la Première Guerre Mondiale (également dans le jeu vidéo Call of Duty Black Ops III, qui comporte un remake de cette carte).
- Dans les jeux Metro 2033 et Metro Last light nommé "Le Krapule"
- Dans le jeu vidéo Dead trigger 2 disponible en Akimbo nommé Dual Moser C96
- Dans le Jeu Sniper Elite 4 le C96 est présent sous une forme modifiée, le Mauser M712. C'est en fait une version modifiée pour la Wehrmacht et capable de tirs automatiques. Le pistolet revient dans le 5e opus, également en M712

### Source
- Gazette des armes : notamment les Hors-Série N(os) 4 (« Le C96 : le pistolet de Paul Mauser ») et 12 (« Les Armes allemandes, 1928-1945 »)